# 王德林 (河南)
王德林（1953年—），河南舞钢人，中华人民共和国地方官员。

## 生平
1972年，考入西安地质学院（现长安大学），毕业后留校任党委办公室干事，1980年回到宁夏。任宁夏医学院党办秘书科长、宁夏回族自治区党委办公厅副处级秘书、宁夏银川市郊区党委书记、郊区人民武装部政委、银川市委秘书长、宁夏银川高新技术开发区党委副书记、副总指挥、宁夏固原地委常委、固原县委书记、固原县人民武装部政委、中国宁夏伊斯兰国际公司党组成员、副总经理、宁夏质量技术监督局党组成员、副局长，宁夏招标局党组书记、局长。
2007年9月起，王德林任宁夏林业局党组书记，2008年1月任宁夏林业局党组书记、局长；2012年2月，任宁夏林业局党组成员、局长
2013年10月，因涉嫌犯受贿、非法倒卖土地使用权、诬告陷害罪，被宁夏吴忠市中级人民法院判处有期徒刑18年，并处没收个人财产人民币30万元，处罚金人民币420万元。一审不服；2014年4月，宁夏回族自治区高级人民法院维持原判。